# Yuna Mizumori
Yuna Mizumori (en japonés: 水森由菜, Mizumori Yuna) (Kumamoto, 2 de agosto de 1989), es una luchadora profesional y gravure idol japonesa que trabaja para World Wonder Ring Stardom, donde forma parte del grupo Cosmic Angels. También es conocida por su trabajo en diversas promociones del circuito independiente, como Gatoh Move Pro Wrestling y Ganbare Pro-Wrestling.

## Carrera profesional

### Circuito independiente (2018-presente)
Mizumori es conocida por competir en diversas promociones de la escena independiente japonesa. En SEAdLINNNG Shin-Kiba 10th NIGHT, el 28 de febrero de 2019, perdió ante Nanae Takahashi en su intento por ganar el Beyond the Sea Single Championship. En Seadlinnng Shin-Kiba Night!, el 27 de octubre de 2021, Mizumori formó equipo con Tokiko Kirihara y cayó derrotada ante Las Fresa de Egoistas (Veny y Makoto) en una lucha por el título de aspirantes al campeonato Beyond the Sea Tag Team Championship. En TJPW Inspiration #3, un evento promovido por Tokyo Joshi Pro Wrestling el 12 de diciembre de 2021, Mizumori formó equipo con Saki en un combate que perdieron contra Magical Sugar Rabbits (Mizuki y Yuka Sakazaki). En WAVE PHASE 2 Reboot 3rd ~ NAMI 1, un evento promovido por Pro Wrestling Wave el 1 de septiembre de 2022, formó equipo con Kohaku y Suzu Suzuki para derrotar a Haruka Umesaki, Manami y Rina Amikura en un combate por equipos de seis mujeres.

### Gatoh Move Pro Wrestling (2017-2022)
La promoción en la que es más conocida por competir es Gatoh Move Pro Wrestling. Suele competir en la división de eventos «Choco Pro» de la promoción. Debutó en la lucha libre profesional en el Gatoh Move Japan Tour #319, el 31 de octubre de 2017, cuando aún era aprendiz, y compitió en una battle royal de 12 personas con disfraces ganada por Kotori y en la que también participaron Antonio Honda, Aoi Kizuki, Emi Sakura, Kazuhiro Tamura, Sayaka Obihiro y otros. Mizumori forma un equipo con Saki, al que llaman Tropikawild. Derrotaron a Emi Sakura y Masahiro Takanashi en el Gatoh Move Japan Tour #374 el 21 de agosto de 2018, ganando el Campeonato Asiático por Equipos. En el Gatoh Move ChocoPro #100 el 27 de marzo de 2021, desafió sin éxito a Kaori Yoneyama por el Campeonato de Peso Abierto Pure-J.

### Ganbare Pro (2020-presente)
Hizo su primera aparición en Ganbare Pro-Wrestling el 6 de octubre de 2020, en DDT Ganbare Pro Bad Communication, donde formó equipo con Chris Brookes para derrotar a Harukaze y Shota. Ganbare seguía siendo un subgrupo de DDT Pro-Wrestling en ese momento.

### World Wonder Ring Stardom (2022-presente)
Mizumori hizo su primera aparición en World Wonder Ring Stardom en la segunda noche del Stardom World Climax 2022, el 27 de marzo de 2022, donde compitió en un combate Cinderella Rumble de 18 mujeres ganado por Mei Suruga y en el que también participaron varias miembros activas de la plantilla, como Unagi Sayaka, Mina Shirakawa, Lady C y Saki Kashima, entre otras. El 3 de noviembre, en el Hiroshima Goddess Festival, perdió contra Himeka Arita.

## Campeonatos y logros
- DDT Pro-Wrestling
  - Ironman Heavymetalweight Championship (1 vez)[14]
- Gatoh Move Pro Wrestling
  - Asia Dream Tag Team Championship (2 veces) – con Saki
  - One of a Kind Tag League (2021) – con Saki
- World Wonder Ring Stardom
  - Stardom Year-End Awards (1 vez)